# 哈克伯里 (堪薩斯州)
哈克伯里（英語：Hackberry）是位於美國堪薩斯州戈夫縣的一個鬼鎮。

## 歷史
哈克伯里的郵政局於1879年設立，直到1931年結束營運。